# Bosmoreau-les-Mines
Bosmoreau-les-Mines település Franciaországban, Creuse megyében. Lakosainak száma 226 fő (2022. január 1.). Bosmoreau-les-Mines Thauron és Saint-Dizier-Masbaraud községekkel határos.

## Népesség
A település népességének változása:
| Lakosok száma | 444  | 301  | 249  | 247  | 253  | 254  | 244  | 235  | 232  | 226  |
|               | 1968 | 1982 | 1990 | 2006 | 2013 | 2015 | 2017 | 2019 | 2020 | 2022 |